# Abu-Dúlaf
|  | No s'ha de confondre amb Abu-Dúlaf al-Qàssim ibn Issa ibn Idrís. |

Abu-Dúlaf Míssar ibn Muhàlhil al-Khazrají al-Yanbuí (àrab: أبو دُلف الخزرجي, Abū Dulaf al-Ḫazrajī), més conegut simplement com a Abu-Dúlaf, fou un poeta àrab que va viure a Pèrsia al segle x. Fou protegit d'Àhmad ibn Muhàmmad, sobirà de Sistan del 942 al 963. Va viatjar a l'Àsia central, probablement al país dels uigurs. Va descriure a les seves poesies un viatge a Malàisia i l'Índia que mai va fer.